# Laagna (Tallinn)
Laagna est un quartier du district de  Lasnamäe à Tallinn en Estonie.

## Description
En 2019, Laagna compte 23 647 habitants.
Sa superficie est de 1,05 km2.
Ses quartiers voisins sont Loopealse, Tondiraba, Sõjamäe, Pae, Kurepõllu et Paevälja.
Les rues du quartier sont Anni tänav, Arbu tänav, Vikerlase tänav, Virbi tänav. Kahu tänav, Kalevipoja tänav, Kalevipoja põik, Jaan Koorti tänav, Laagna tee, Liikuri tänav, Loitsu tänav, Lummu tänav, Pikri tänav, Paul Pinna tänav, Punane tänav, Juhan Smuuli tee, Varraku tänav, Vilisuu tänav et Võru tänav.

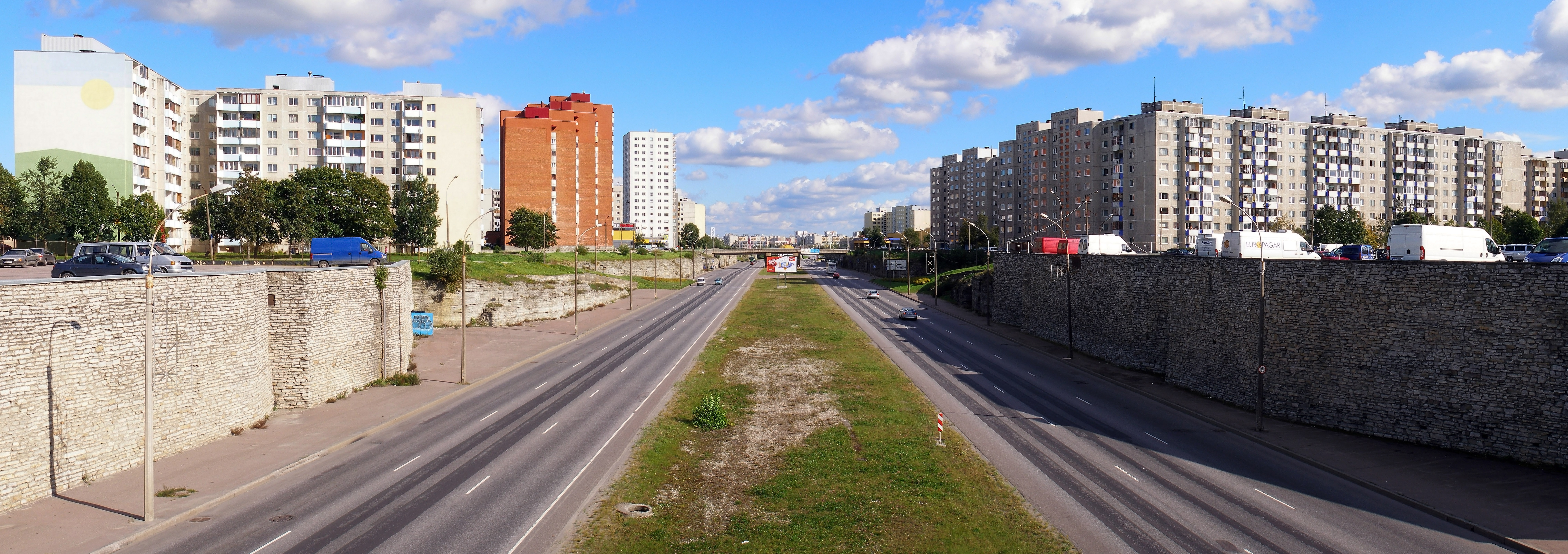
Laagna tee.

## Population
| 2008   | 2010   | 2011   | 2012   | 2013   | 2014   |
| ------ | ------ | ------ | ------ | ------ | ------ |
| 24 272 | 24 440 | 24 354 | 23 985 | 24 012 | 24 251 |

| 2015   | 2016   | 2017   | 2018   | 2019   | 2020   |
| ------ | ------ | ------ | ------ | ------ | ------ |
| 24 259 | 24 159 | 24 093 | 24 162 | 23 647 | 23 515 |

| 2021   | 2022   | - | - | - | - |
| ------ | ------ | - | - | - | - |
| 23 202 | 22 859 | - | - | - | - |

## Transports
Les lignes de bus n° 7, 12, 13, 31, 35, 44, 49, 50, 51, 53, 54, 55, 56, 58, 65, 67, 68 desservent le quartier.

## Lieux et monuments
Le commissariat de police d'Ida-Harju (et) de la préfecture du Nord, la Arena de Lasnamäe (et) et la maison des jeux sportifs de Lasnamäe sont situés dans le quartier de Laagna.
Les établissements d'enseignement situés à Laagna sont le lycée russe de Lasnamäe, le lycée de Laagna et l'école maternelle-primaire de Laagna. La bibliothèque de Laagna et la bibliothèque Paepealse, ainsi que le centre culturel Lindakivi sont situés dans le quartier.

## Galerie

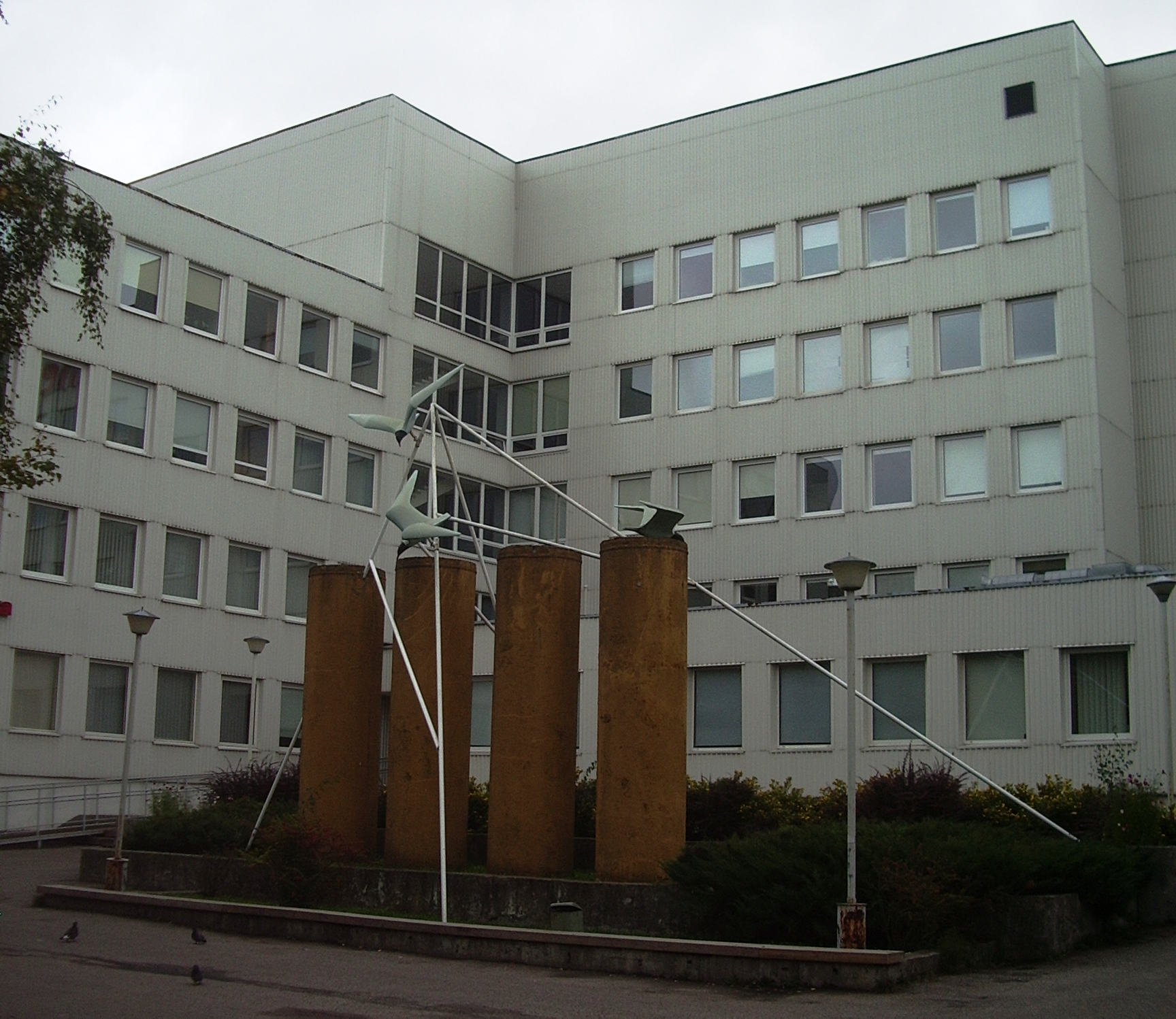
Clinique Punane tn 61.
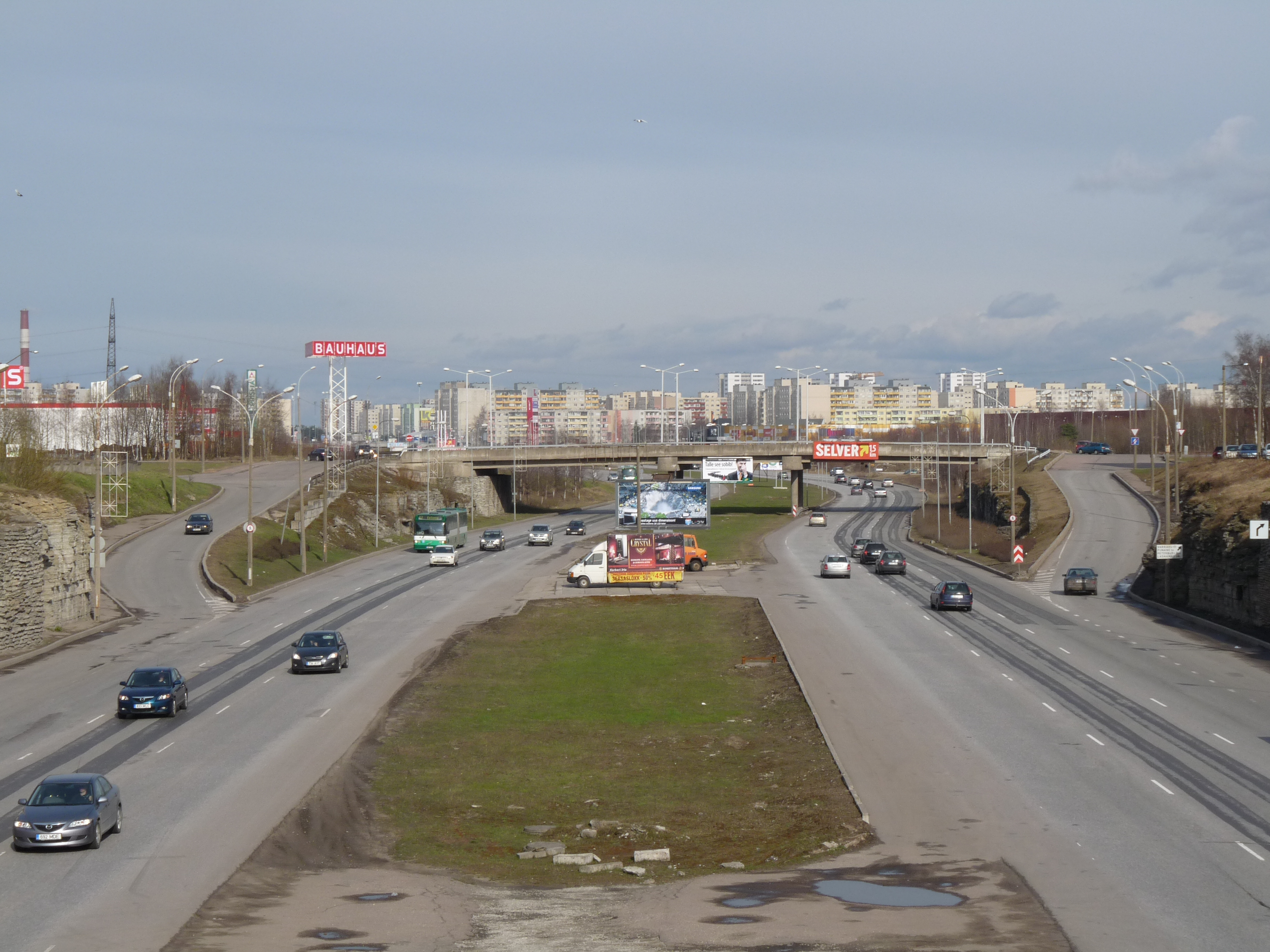
Pont Varraku.
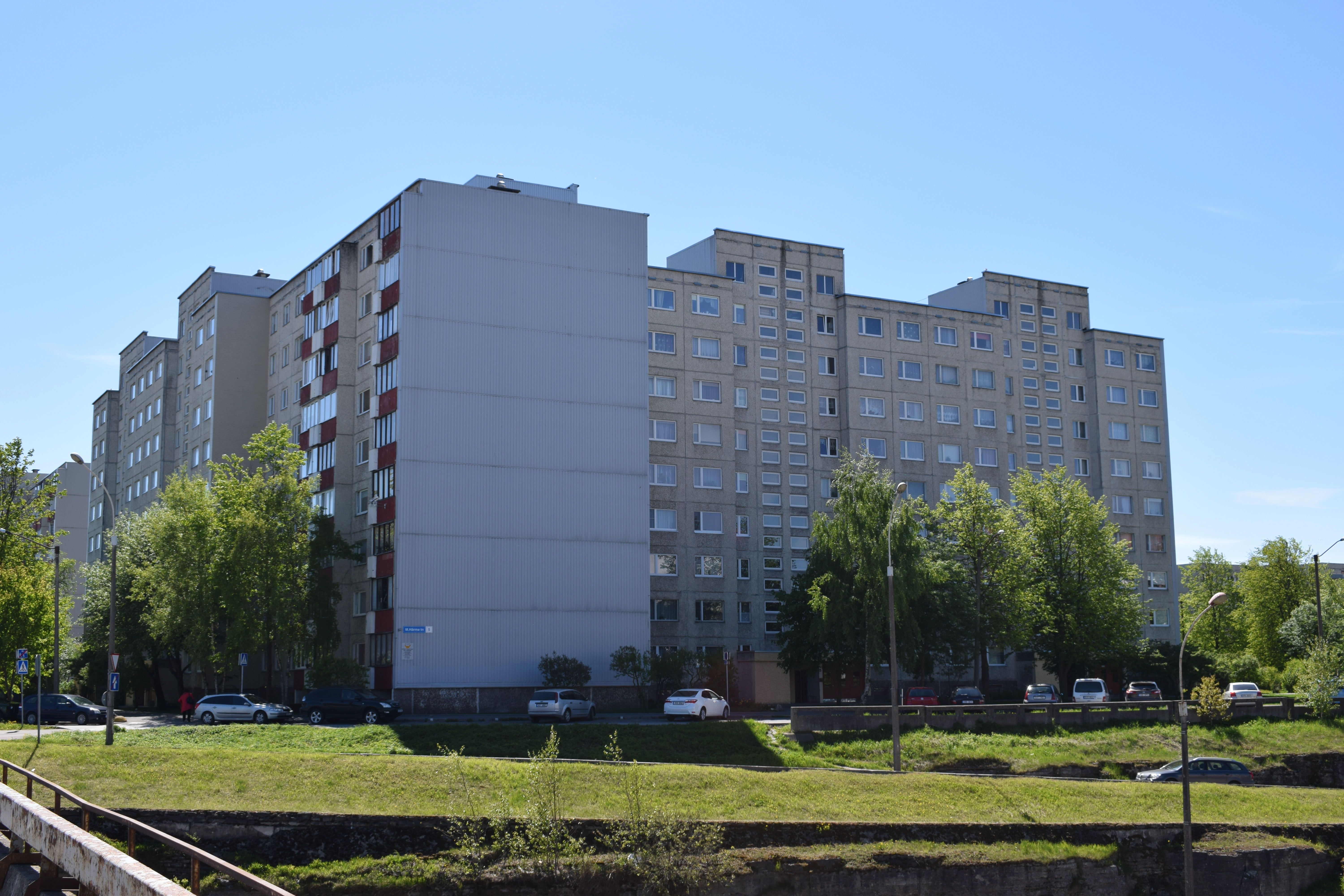
Härma tn 5.

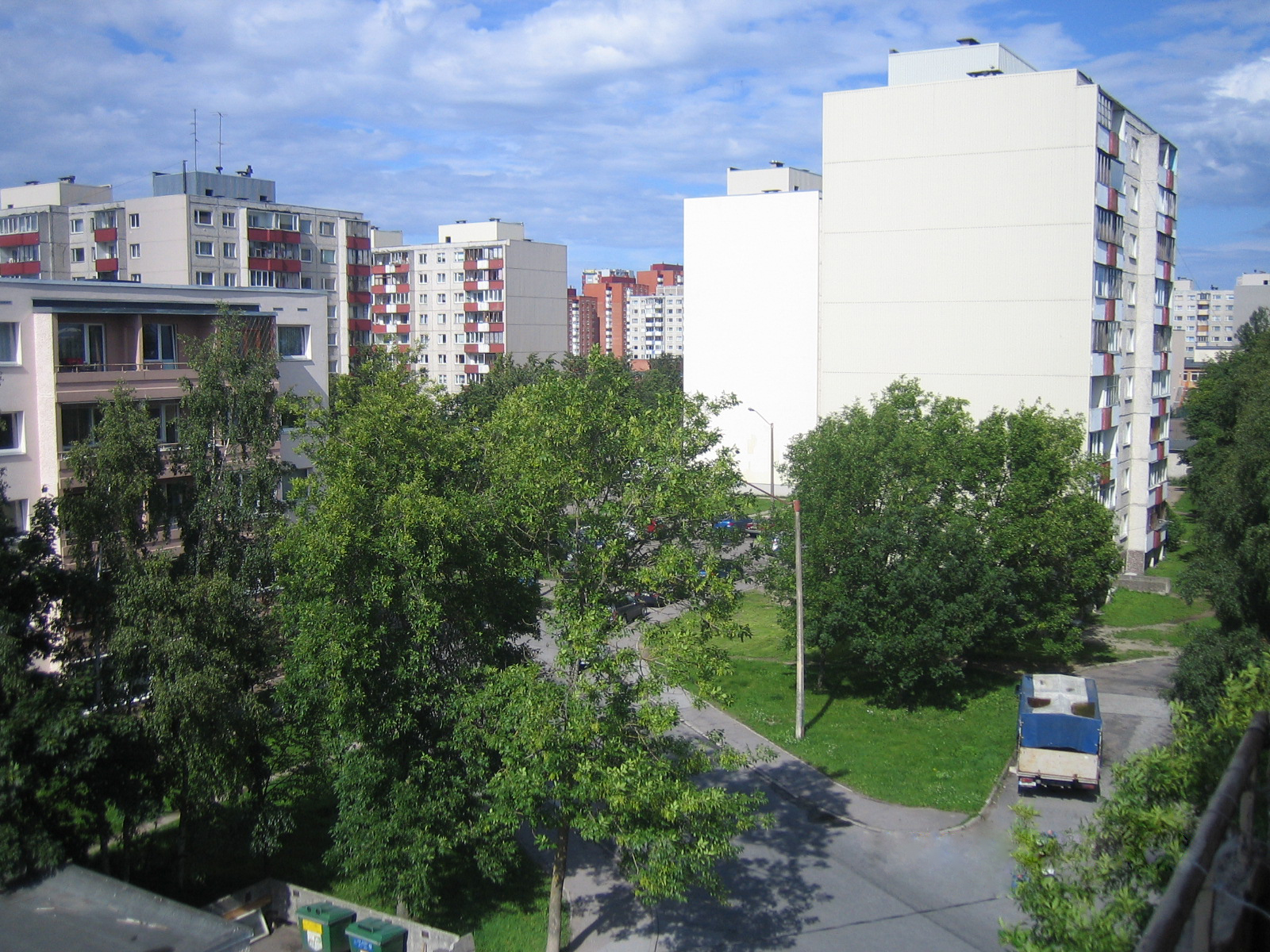
Paul Pinna tänav.
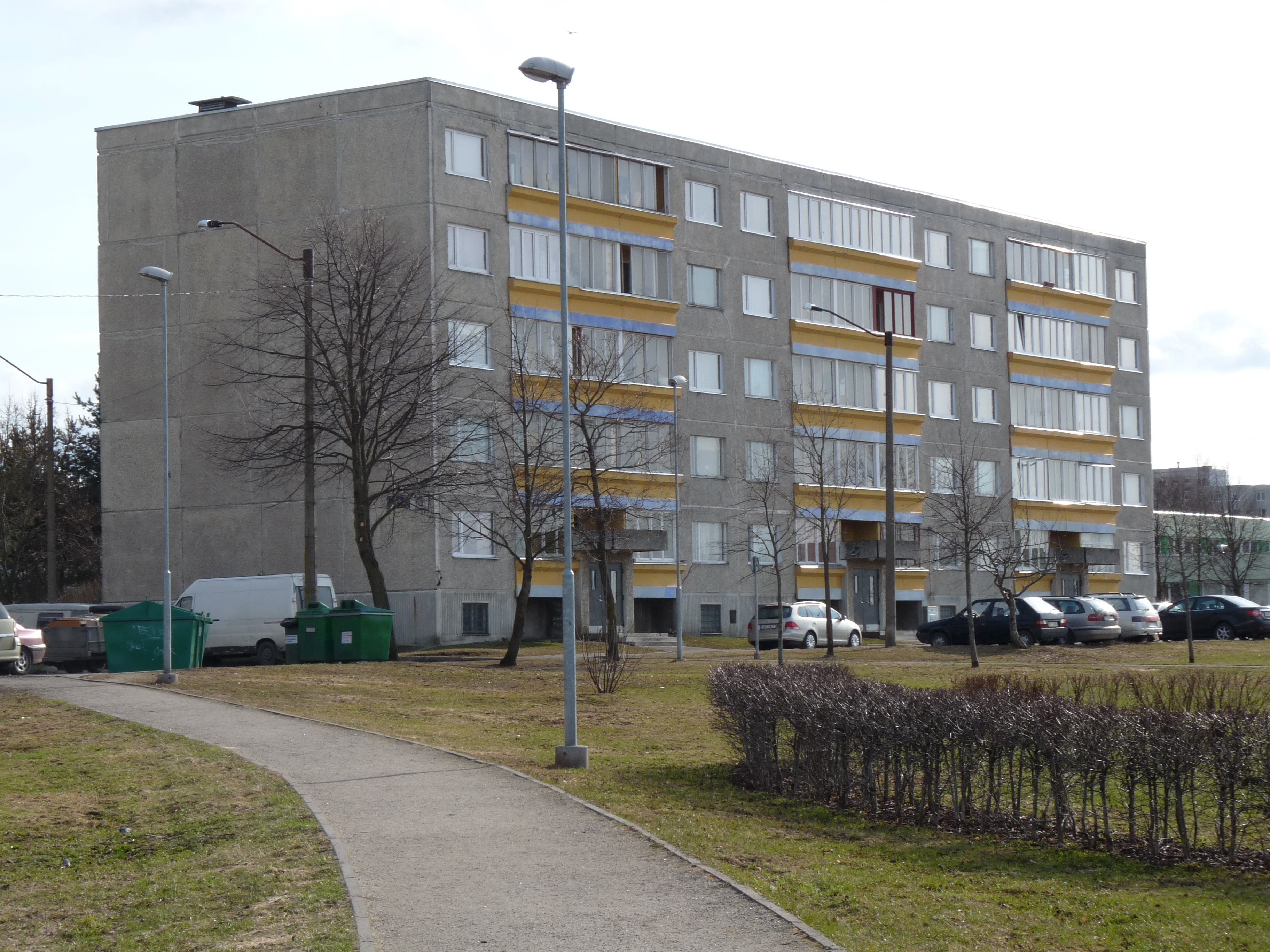
Arbu tn.
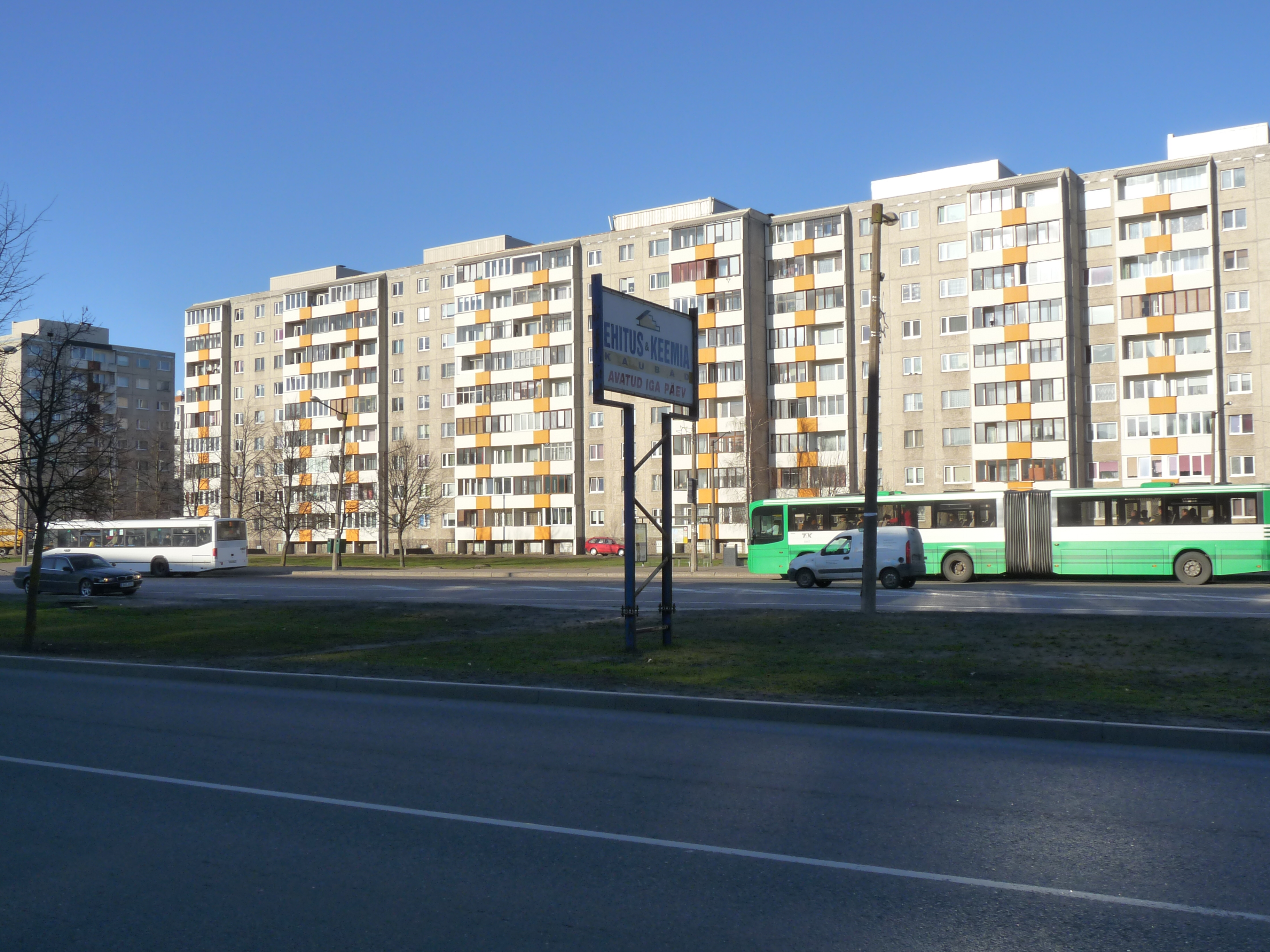
Arêt de bus Kalevipoja.
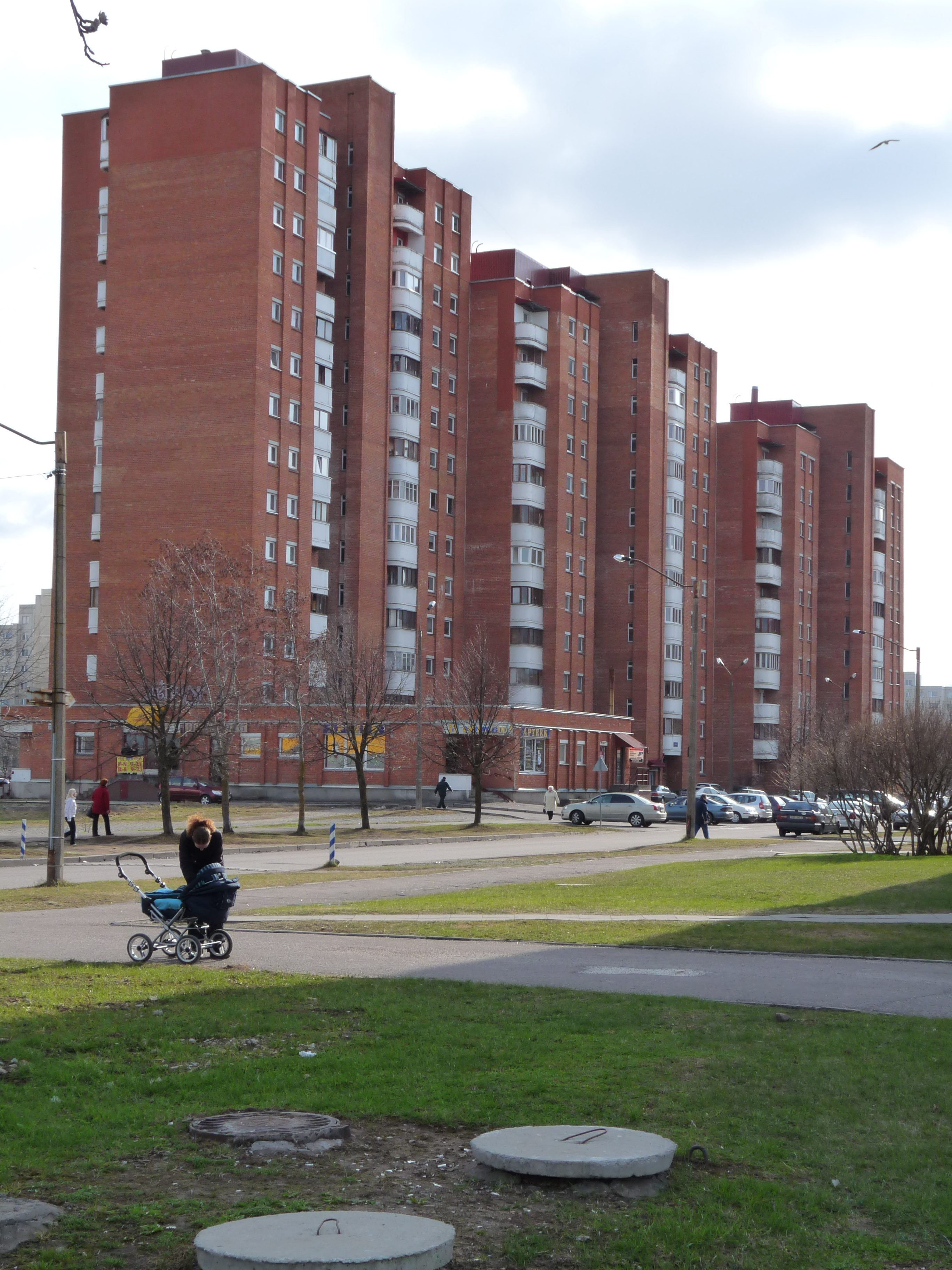
Rue Virbi.